# Weissia semidiaphana
Weissia semidiaphana là một loài Rêu trong họ Pottiaceae. Loài này được (Thér.) R.H. Zander miêu tả khoa học đầu tiên năm 1985.